# Сидејлија (Северна Каролина)
Сидејлија (енгл. Sedalia) град је у америчкој савезној држави Северна Каролина.

## Демографија
По попису из 2010. године број становника је 623, што је 5 (0,8%) становника више него 2000. године.
| Група             | 2000.       | 2010.       |
| Белци             | 86 (13,9%)  | 124 (19,9%) |
| Афроамериканци    | 518 (83,8%) | 474 (76,1%) |
| Азијати           | 1 (0,2%)    | 1 (0,2%)    |
| Хиспаноамериканци | 2 (0,3%)    | 11 (1,8%)   |
| Укупно            | 618         | 623         |